# Giun móng ngựa
Phoronida hay còn gọi là giun móng ngựa, là một ngành động vật sống ở biển và lọc thức ăn bằng lophophore. Chúng dựng đứng các ống kitin thẳng đứng để hỗ trợ và bảo vệ cơ thể mềm của chúng. Hầu hết chúng sống ở biển và đại dương, bao gồm cả Bắc Băng Dương nhưng chúng không sống ở Nam Đại Dương và giữa các vùng gian triều độ sâu khoảng 400 m. Hầu hết các loài giun móng ngựa trưởng thành dài khoảng 2 cm và chiều ngang 1,5 mm, con lớn nhất lên đến 50 cm.
Tên của ngành này bắt nguồn từ chi điển hình: Phoronis.

## So sánh với các ngành tương tự
| Đặc điểm         | Phoronida                   | Brachiopoda                                                                    | Bryozoa                                                                                          | Entoprocta                    |
| ---------------- | --------------------------- | ------------------------------------------------------------------------------ | ------------------------------------------------------------------------------------------------ | ----------------------------- |
| Xúc từ rỗng      | Có                          | Có                                                                             | Có                                                                                               | Không                         |
| Bảo vệ và hỗ trợ | Một cái ống kitin dựng đứng | Vỏ có hai van                                                                  | Khác nhau, bao gồm kitin, bộ xương khoáng hóa, hình dạng giống thực vật và một khối chất gelatin | Không                         |
| Dòng thức ăn     | Từ trên xuống dưới          | Xuyên qua các mặt của vỏ, ra ngoài phía trước                                  | Từ trên xuống dưới                                                                               | Từ dưới lên trên              |
| Hậu môn          | Vòng ngoài của xúc tu       | Trong áo, hoặc không có và chất thải rắn này được đưa ra khỏi cơ thể qua miệng | Vòng ngoài của các xúc tu                                                                        | Vòng trong của các xúc tu     |
| Bầy, đàn         | 1 loài                      | Không                                                                          | Tất cả trừ 1 chi                                                                                 | Hầu hết các loài sống bầy đàn |
| Thể khoang       | Có                          | Có                                                                             | Có                                                                                               | Không                         |

## Sinh thái học

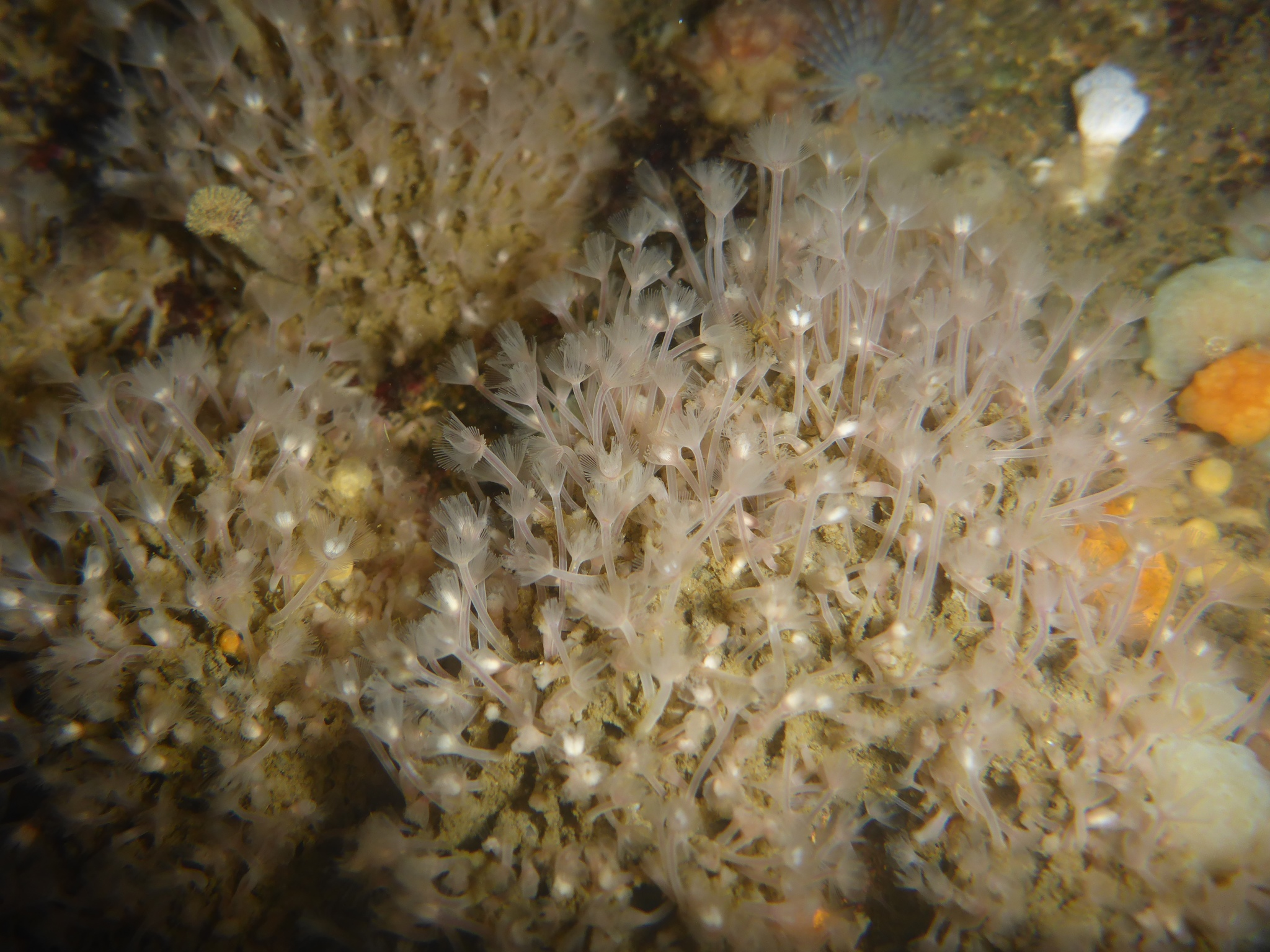
Thuộc địa dày đặc các cá thể trong quần thể của loài (Phoronis ijimai)

Phoronida phân bố ở tất cả đại dương và biển kể cả Bắc cực , nhưng ngoại trừ Nam Đại Dương và chúng cũng xuất hiện giữa các vùng gian triều độ sâu khoảng 400 m. Đôi khi, chúng xuất hiện riêng biệt trong các ống thẳng đứng trong trầm tích mềm như cát, bùn hoặc sỏi mịn. Những nhóm khác tạo thành những khối lộn xộn của nhiều cá thể bị chôn vùi trong đá và vỏ sò. Ở một số môi trường sống, quần thể Phoronida có tới hàng chục nghìn cá thể trên một mét vuông. Ấu trùng Actinotroch quen thuộc với các sinh vật phù du, và đôi khi chiếm một tỷ lệ đáng kể trong sinh khối các động vật phù du.
Phoronis australis đục vào thành ống của loài hải quỳ Ceriantheomorphe brasiliensis và sử dụng để làm nhà, xây dựng đường ống của riêng của mình. Một con Ceriantharia có thể chứa tới 100 con Phoronida. Trong mối quan hệ hội sinh này, hải quỳ không có lợi ích hay tác hại đáng kể nào, trong khi đó Phoronida được hưởng lợi từ việc: nền tảng cho ống của nó; thức ăn (cả hai loài động vật đều là loài ăn lọc); và sự bảo vệ, khi Ceriantharia rút vào ống của nó khi có mối nguy hiểm đe dọa, và điều này sự báo hiệu cho Phoronida cũng rút vào ống của chính nó.
Mặc, dù các loài săn mồi của Phoronida không được biết đến nhiều, và chúng bao gồm cá, động vật chân bụng (ốc sên) và Nematoda (giun tròn nhỏ). Phoronopsis viridis đạt mật độ 26,500 trên một mét vuông ở các bãi triều California (Hoa Kỳ), không tốt đối với các loài sinh vật đáy sống trên trầm tích, bao gồm cả cá và cua. Điều khó chịu nhất là phần mạnh nhất ở phần đầu của Phoronida, bào gồm lophophore, nó tiếp xúc với động vật ăn thịt khi Phoronida ăn. Khi các lophophore bị loại bỏ trong một thí nghiệm, thì các loài này trở nên dễ chịu hơn, nhưng tác dụng này giảm đi sau 12 ngày khi các lophophore tái sinh trở lại. Những cơ chế phòng thủ hiệu quả này, xuất hiện bất thường ở các động vật không xương sống sống ở trầm tích mềm, và có thể quan trọng trong việc cho phép loài Phoronopsis viridis đạt mật độ cao. Vài loài ký sinh trùng Phoronida có hại: phát sinh sớm sán lá (progenetic metacercariae) và nang của sán lá (Trematoda) trong thể khoang của Phoronida; loài Gregarinasina không xác định trong đường tiêu hóa của Phoronida; và một loại ký sinh trùng là trùng lông Ancistrocomid,Heterocineta trong các xúc tu.
Hiện nay, người ta vẫn chưa biết liệu Phoronida có ý nghĩa gì đối với con người hay không. Liên minh Bảo tồn Thiên nhiên Quốc tế (IUCN) chưa liệt kê bất kỳ loài Phoronida nào có nguy cơ tuyệt chủng.

## Phân loại học
| Loài trưởng thành                                    | Loài ấu trùng                              |
| ---------------------------------------------------- | ------------------------------------------ |
| Phoronis ovalis                                      | (creeping larvae, tạm dịch là ấu trùng bò) |
| Phoronis hippocrepia                                 | Actinotrocha hippocrepia                   |
| Phoronis ijimai, also called Phoronis vancouverensis | Actinotrocha vancouverensis                |
| Phoronis australis                                   | (không biết)                               |
| Phoronis muelleri                                    | Actinotrocha branchiata                    |
| Phoronis psammophila                                 | Actinotrocha sabatieri                     |
| Phoronis pallida                                     | Actinotrocha pallida                       |
| Phoronopsis albomaculata                             | (không biết)                               |
| Phoronopsis harmeri                                  | Actinotrocha harmeri                       |
| Phoronopsis californica                              | (không được biết đến)                      |

Ngành này có 2 chi, và không có tên lớp hoặc bộ nào. Các nhà động vật học đã đặt tên cho ấu trùng, thường được gọi là Actinotroch, một tên chi riêng biệt với những con trưởng thành.
Vào năm 1999, Temereva và Malakhov đã mô tả loài Phoronis svetlanae. Năm 2000 Temereva lại mô tả thêm một loài mới, Phoronopsis malakhovi, trong khi đó Emig coi là danh pháp đồng nghĩa cho loài Phoronopsis harmeri. Santagata cho rằng Phoronis architecta là một loài khác với cả  Phoronis psammophila và Phoronis muelleri, và sự đa dạng loài hiện nay của ngành này bị đánh giá thấp. Năm 2009 Temereva mô tả thứ có thể là ấu trùng của loài Phoronopsis albomaculata và Phoronopsis californica. Cô ấy viết rằng, trong khi 12 loài trưởng thành không bị tranh cãi, lại có 25 dạng hình thái của ấu trùng đã được xác định.